# Mengeni
Mengeni (auch Keni Mengeni) ist ein Verwaltungsbezirk (Ward) des Distrikts Rombo in der tansanischen Region Kilimandscharo.

## Geografie
Mengeni liegt im Nordosten von Tansania etwa 30 Kilometer Luftlinie nordöstlich der Regionshauptstadt Moshi an der Grenze zu Kenia. Der schmale Bezirk hat eine West-Ost-Ausdehnung von 30 Kilometern, ist aber weniger als 3 Kilometer breit. Er grenzt im Norden an Aleni, im Osten an Kenia, im Süden an Ngoyoni, Manda, Mwika Kaskazini, Mamba Kaskazini, Marangu Mashariki, Marangu Magharibi und Kilema Kaskazini und im Westen an Kirua Vunjo Magharibi und Old Moshi Mashariki.
Bei der Volkszählung 2022 lebten 8567 Menschen in 2190 Haushalten auf einer Fläche von 36,8 Quadratkilometern.

## Gliederung
Der Bezirk besteht aus drei Gemeinden (Mtaa) mit zwölf Orten (Kitongoji):
| Mengeni Chini - Mrao - Tia Chini - Mwalale - Uruwa | Mengeni Kitasha - Kafufua - Kasese - Tia Juu - Mengeni Kati - Roya | Mfuruwashe - Mfuruwashe - Kisakeni - Uruwa Chini |

## Wirtschaft und Infrastruktur
- Bildung: Die Mengeni Secondary School und die Mrike Secondary School sind öffentliche weiterführende Schulen mit einer Ausbildung bis zur 4. Stufe, wobei zweitere von der katholischen Kirche betrieben wird.[7][8][9]
- Gesundheit: Im Bezirk gibt es zwei Apotheken, die Mengeni Kitasha Dispensary[10] und die Mfuruwashe Dispensary.[11]
- Tourismus: Das Marangu Gate, der Startpunkt zur Besteigung des Kilimandscharo über die Marangu-Route, liegt nur 100 Meter südlich der Bezirksgrenze. Der Weg führt durch den Bezirk.[12]
- Verkehr: Durch den Bezirk verläuft die asphaltierte Nationalstraße T21, die östlich des Kilimandscharo nach Kenia führt.[13]